# Araż (herb szlachecki)
Araż – herb szlachecki, który otrzymała w Wielkim Księstwie Litewskim rodzina tatarska Smolskich.

## Opis herbu
Opis zgodnie z klasycznymi regułami blazonowania:
W polu czerwonym koń srebrny, prawą nogą przednią trzymający buńczuk z półksiężycem. Klejnot: Półksiężyc złoty rogami w górę.

## Najwcześniejsze wzmianki
XV wiek

## Herbowni
Smolski, Smólski, Smoleński.